# Camptoloma vanata
Camptoloma vanata là một loài bướm đêm thuộc phân họ Arctiinae, họ Erebidae. Nó được tìm thấy ở Giang Tây và Hải Nam in Trung Quốc và ở miền bắc Việt Nam.